# Рання історія фентезі

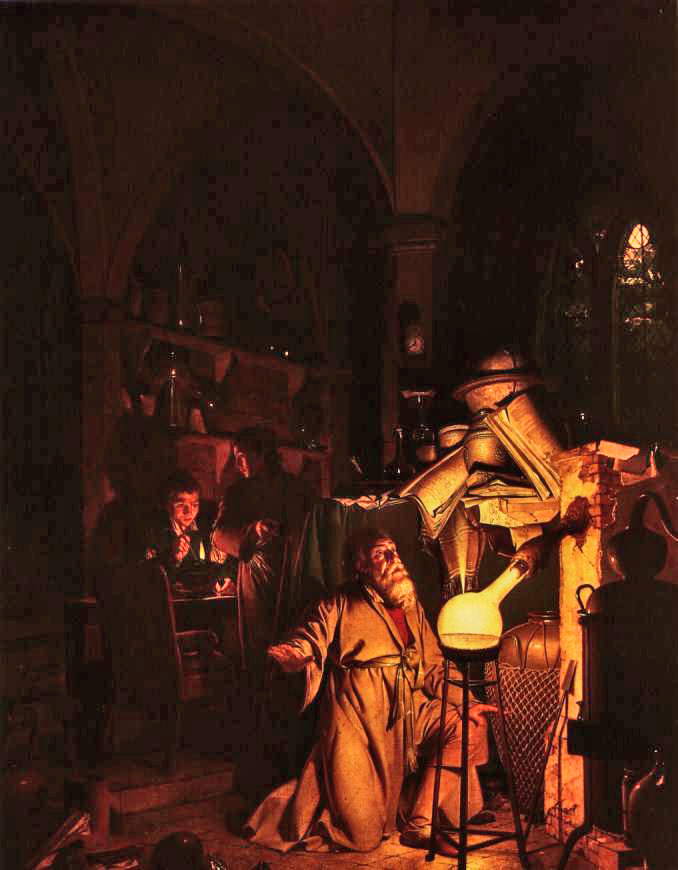
«Алхімік» Джозефа Райта з Дербі: багато історичних вірувань та історій були джерелами для жанру фентезі.

Рання історія фентезі належить до періоду розвитку літератури, коли почали з'являтися перші твори, які можна віднести до жанру фентезі. Цей жанр характеризується наявністю фантастичних елементів, таких як магія, міфічні створіння, світи, які відрізняються від реального, і пригоди, які відбуваються у цих надреальних або магічних світах. Рання історія фентезі об'єднує твори, написані до появи сучасного розуміння фентезі як жанру, яке виникло приблизно в середині ХХ століття. Елементи надприродного та фантастичного були елементом літератури від її початку, хоча ідеї окремого жанру, у сучасному розумінні, менше двох століть.

## Античність

### Близький Схід

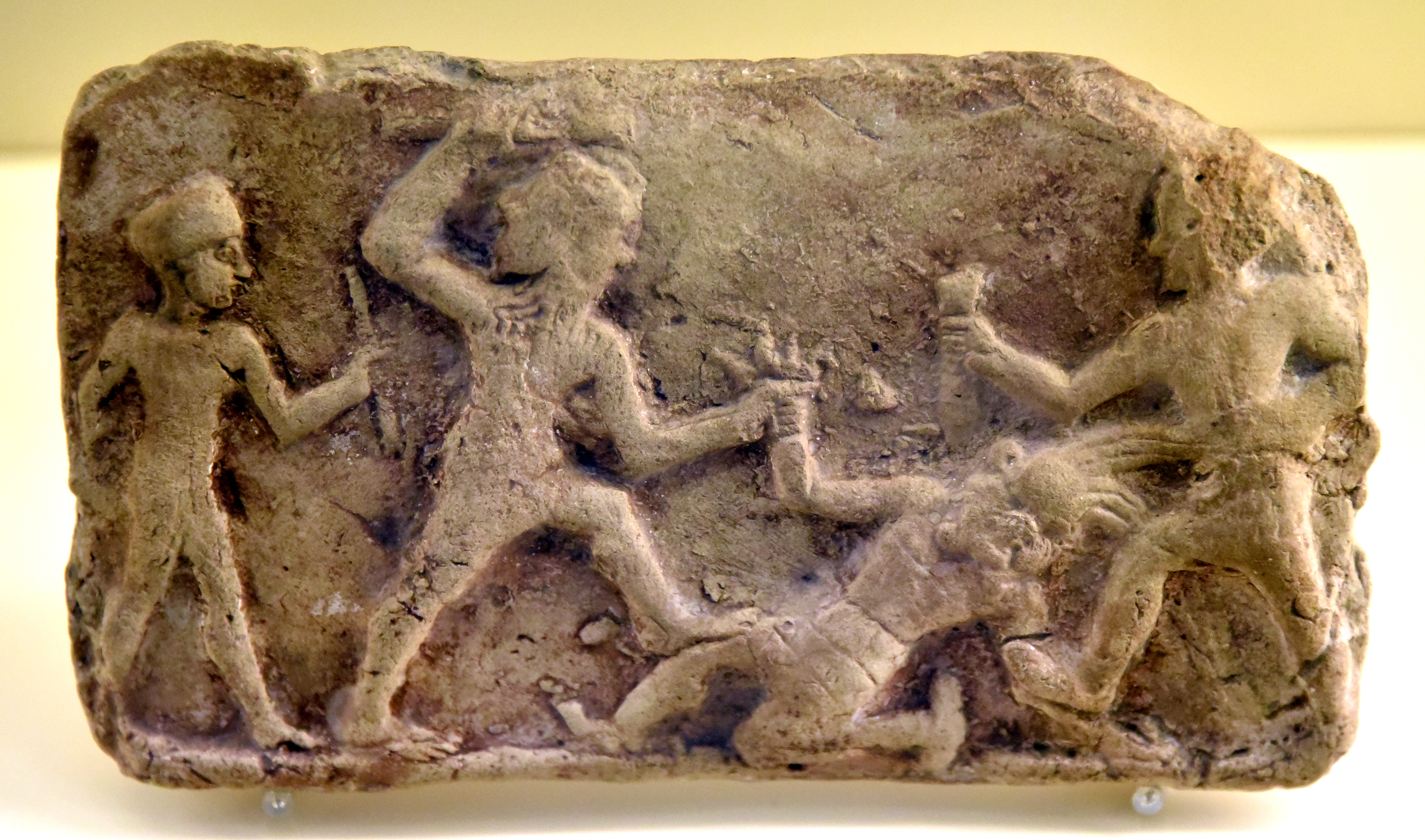
Гальгамеш та Енкіду перемагають Хумбабу

Епос про Гільгамеша писався кілька коколінь пізніше після передбачуваного правління короля Гільгамеша і розглядається як міфологізована версія його життя. Ця фігура іноді є впливовою і, рідше, фігурою в сучасному фентезі. Деякі вчені вважають, що «Епос про Гільгамеша» вплинув на історію про Ноя та потоп.
Є декілька аргументів, які можна використовувати, щоб назвати «Епос про Гільгамеша» твором фентезі:
- Фантастичні створіння — у епосі зустрічається численні міфічні і фантастичні створіння, такі як монстр Енкіду, який є створенням божества.
- Магічні слова та дії — слова мають силу керувати духами, а магічне коло захищає чарівника від викликаних духів.
- Магічні предмети — лісовий пояс і листок, які надають Гільгамешу деякі переваги.
- Подорожі в надреальні світи — Гільгамеш вирушає в подорожі, що ведуть його до надреальних місць, таких як ліси і печери, де він зустрічає незвичайних істот.
- Моральні і філософські аспекти — сюжет епосу також розглядає важливі моральні та філософські питання, які часто притаманні фентезі, такі як смерть, божественність та життєва мудрість[2].

### Південноазійський регіон

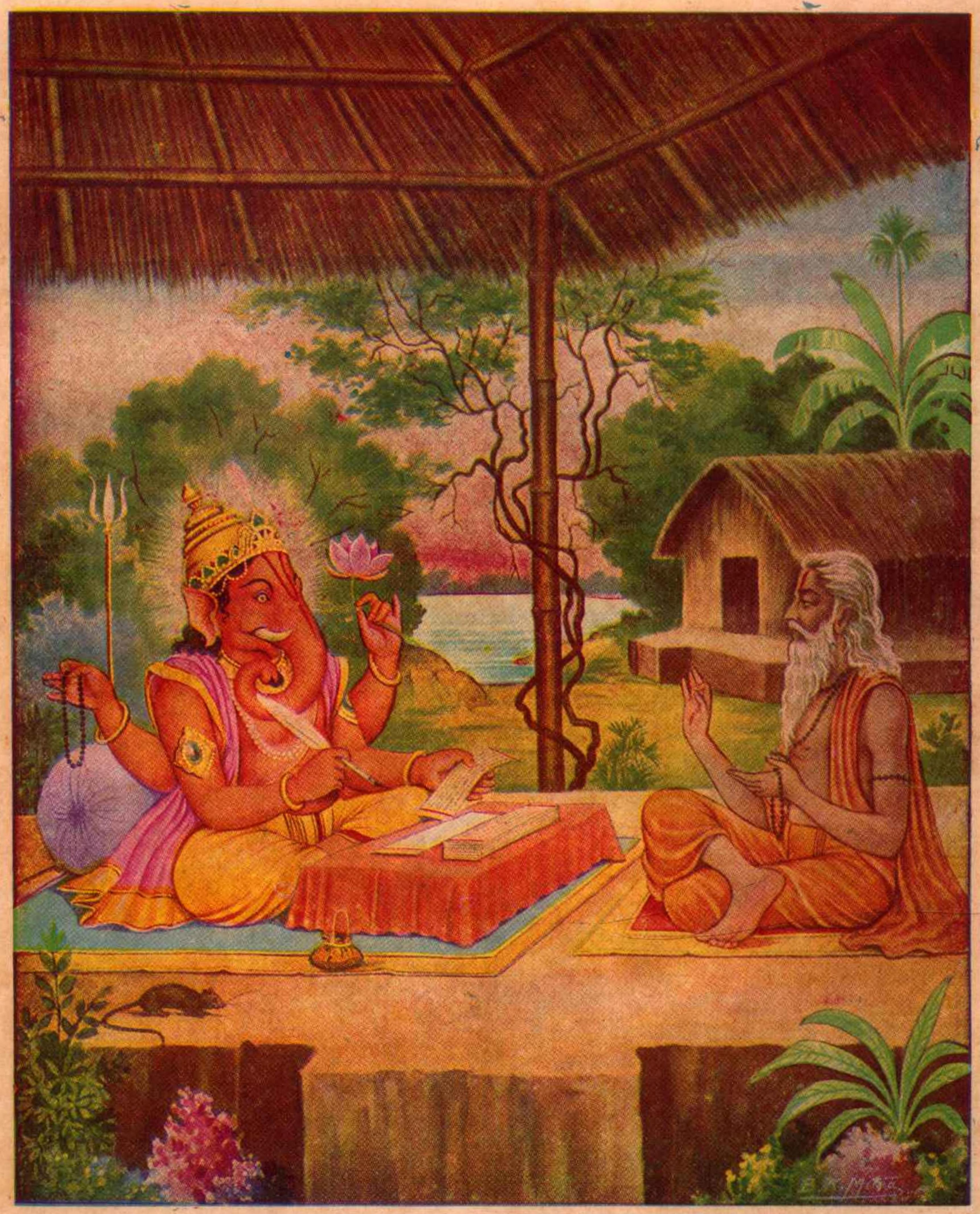
Ганеша пише "Махабхарату" під диктовку В'яси.

Ведична цивілізація, розташована навколо долини річки Інд, має давню традицію фантастичних історій і персонажів, що сходить до ведичної міфології. Кілька сучасних фантастичних творів, таких як RG Veda, використовують як джерело Ріґведу. У Рігведі наявні міфічні створіння: Агні (бог вогню), Варуна (бог неба та моря), Індра (бог грому і блискавки), та інші які мають свої унікальні характеристики та дії. У Ріґведі виражена віра в природний порядок та космос, і це може нагадувати фентезійну концепцію світу, де природа та магія відіграють важливу роль.
Фольклор брахманів був розвитком ранньої ведичної міфології та мав багато фантастичних історій і персонажів, зокрема в індійських епосах, таких як «Магабгарата» В'ясадеви та «Рамаяна» Вальмікі, обидва з яких мали вплив в Азії. Ось деякі з цих фентезійних елементів цих творів: міфічні і демонічні створіння, такі як Равана у "Рамаяні" та Асурас у "Махабхараті"; божества та магія; надприродні явища (летючі міста, магічні стріли, відомості про минулі та майбутні події); фантастичні місця (Аяодх'я та Ланка в "Рамаяні" та Індрапрастха та Вірата в "Махабхараті"); подорожі в інші світи. Панчатантра (Байки про Бідпая) мала вплив у Європі та на Близькому Сході. Для ілюстрації центральних індійських принципів політичної науки він використовував різні байки про тварин і чарівні казки. Розмовляючі тварини, наділені людськими якостями, тепер стали основною частиною сучасного фентезі.
Байтал Пачісі (Вікрам і вампір) — це збірка різноманітних фантастичних історій, що розгортаються в обрамленні історії про зустріч між королем Вікрамадітєю та Веталою, ранньою міфічною істотою, схожою на вампіра. За словами Річарда Френсіса Бертона та Ізабель Бертон, Байтал Пачісі «це зародок, який досяг кульмінації в „Тисячах й одній ночі“ і який надихнув „Золотого осла“ Апулея, „Декамерон“ Боккаччо, „Пентамерон“ і весь цей клас жартівливої вигаданої літератури».

### Греко-римський світ

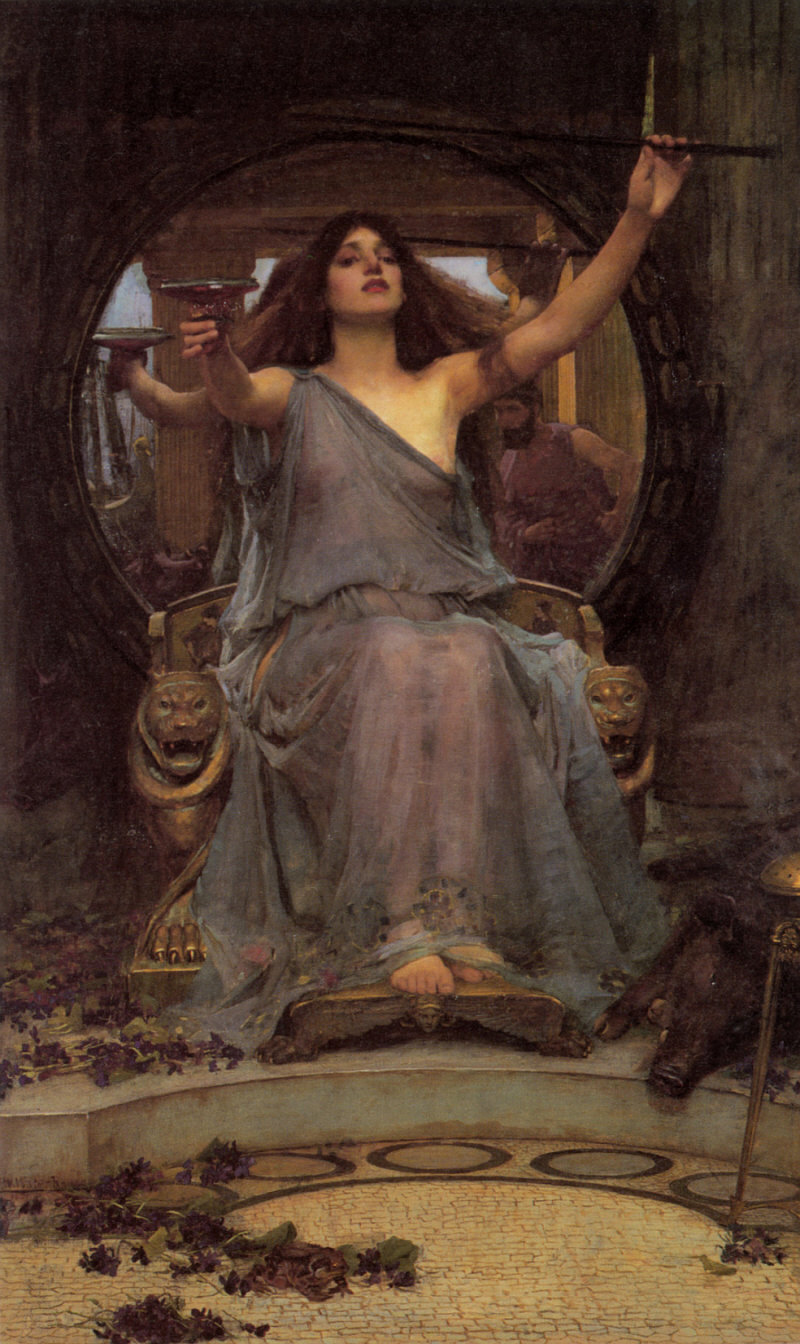
Цирцея підносить чашу Одіссею

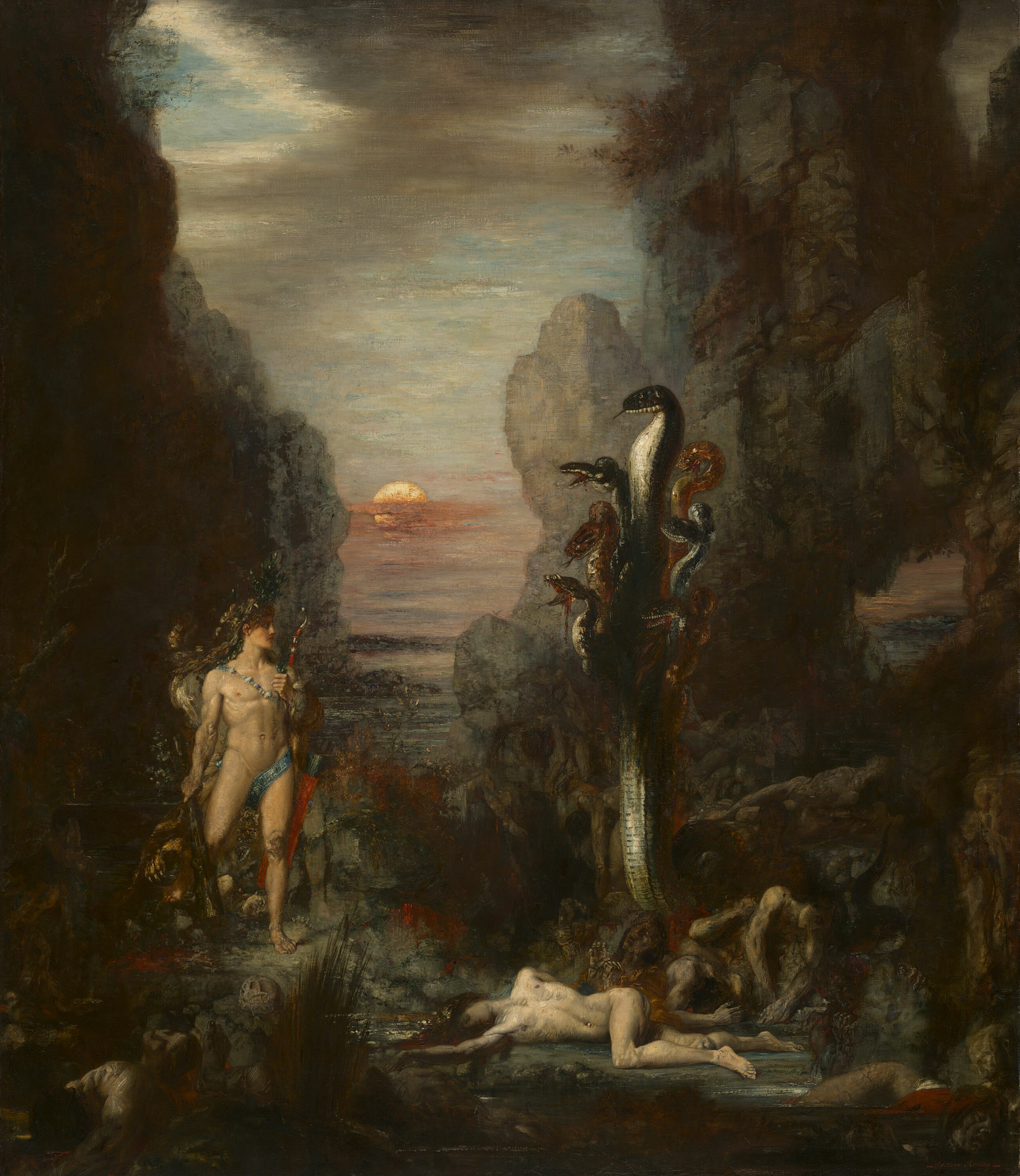
Геракл і Гідра

Класична міфологія рясніє фантастичними історіями та персонажами, найвідомішими (і, мабуть, найбільш актуальними для сучасного фентезі) є твори Гомера (грецького) та Вергілія (римського).
Внесок греко-римського світу у фентезі величезний і включає: подорож героя (також фігура обраного героя); магічні дари, пожертвувані для перемоги (включаючи перстень влади, як в історії про Гігеса, що міститься в «Республіці Платона»), пророцтва (оракул у Дельфах), монстри та істоти (особливо Дракони), маги та відьми з використанням магії.
Великий вплив на жанр фентезі справила філософія Платона. У християнській платонівській традиції реальність інших світів і всеосяжна структура великого метафізичного та морального значення надали змісту фантастичним світам сучасних творів. Світ магії багато в чому пов'язаний з римсько-грецьким світом. Уявлення Емпедокла про елементи часто використовуються у фантастичних творах як уособлення сил природи. Інші проблеми, окрім магії, включають використання таємничого інструменту, наділеного особливою силою (чарівна паличка); використання рідкісної магічної трави; і божественна фігура, яка розкриває таємницю магічної дії.
Міфи, особливо важливі для фентезі, включають: міф про титанів; Богів Олімпу; Пана; Тесея, героя, який убив Мінотавра (з лабіринтом); Персея, героя, який убив Медузу (з даром магічних предметів і зброї); Геракла, мабуть, найвідомішого грецького героя; Ахілла; загадкового Сфінкса; Одіссея; Аякса; Ясона (з аргонавтів); жінок-чарівниць, а також Цирцею, Каліпсо та богиню Гекату; Дедала та Ікара.
Фентезійні елементи, що притаманні античній міфології:
1. Античні міфи розповідають про багато божеств та героїв, які мають надприродні сили і характеристики. Наприклад, Зевс і Геракл у грецькій міфології, або їх аналоги у римській міфології - Юпітер і Геркулес.
2. У міфології часто зустрічаються монстри і надприродні створіння, такі як Мінотавр, Цербер, Гідра і багато інших.
3. Міфологія включає в себе різні форми магії, чар і заклинань, які божества і герої використовують для досягнення своїх цілей.
4. Герої міфів використовують магічні предмети (наприклад, егіда, скринька Пандори, золоті яблука Гесперид).
5. Герої міфології часто вирушають у подорожі в інші світи, такі як Підземне царство або Олімп, де вони зустрічають надприродні істоти і здають випробування.
6. Міфи розповідають про епічні битви між богами і титанами, а також пригоди героїв, які відзначаються героїчними подвигами[8].

## Середньовіччя

### Східна Азія

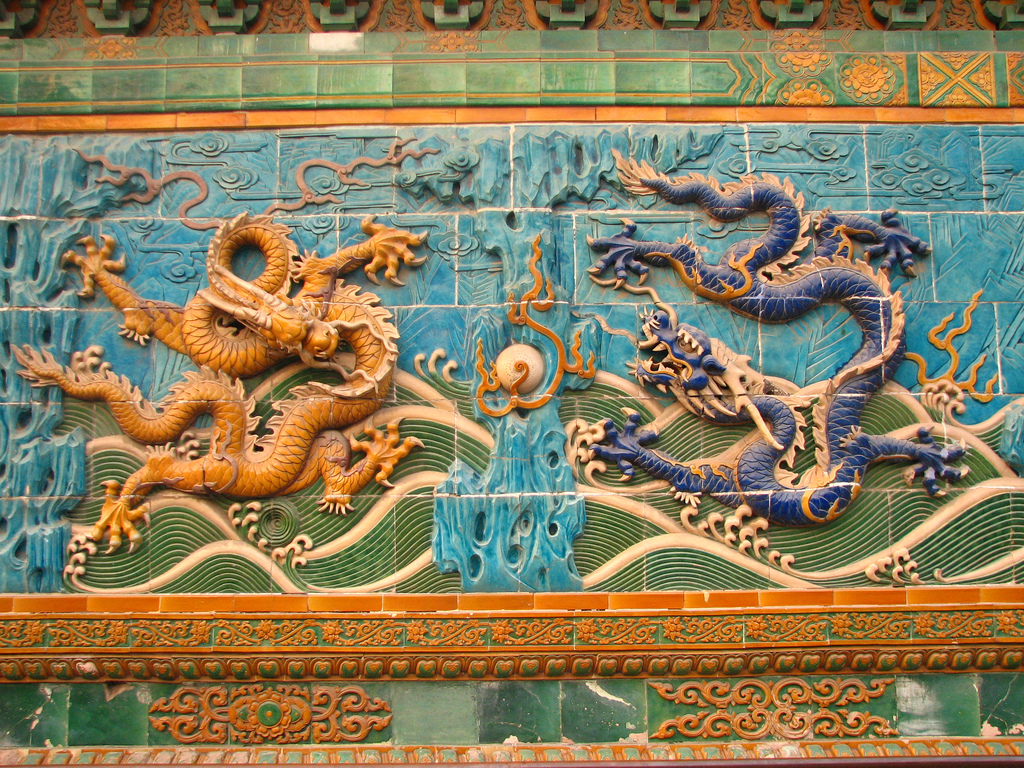
Різьблені імператорські китайські дракони епохи Цин на стіні дев'яти драконів, парк Бейхай, Пекін

Фігури китайських драконів вплинули на сучасне фентезійне використання дракона, змінюючи жадібного, абсолютно злого, навіть диявольського західного дракона; багато сучасних фентезійних драконів гуманні та мудрі.
Китайські традиції особливо вплинули на фентезі, відоме як шинуазрі, включно з такими письменниками, як Ернест Брама та Баррі Гьюгарт.
Даоські вірування про нейдзін та його вплив на бойові мистецтва мали значний вплив на уся, піджанр фільмів про бойові мистецтва, який іноді є фентезі, коли практика уся фіктивно використовується для досягнення надлюдських подвигів, як-от у Тигр підкрадається, дракон ховається.

### Ісламський Близький Схід

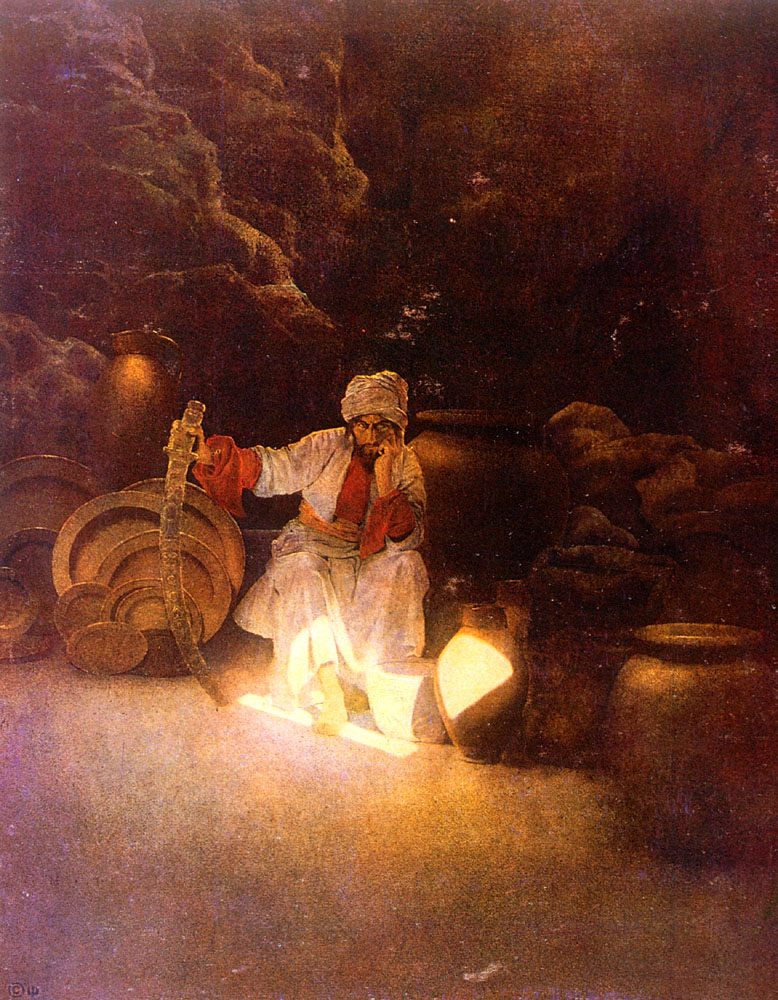
«Алі Баба» Максфілда Перріша

Найвідомішою художньою літературою в ісламському світі була «Книга тисячі й однієї ночі» («Арабські ночі»), яка була компіляцією багатьох стародавніх і середньовічних народних казок. Епос сформувався в X ст., остаточного вигляду досяг у XIV ст.; кількість і тип оповідань варіювалися від одного рукопису до іншого. У перекладі на англійську всі арабські казки часто називали «Арабські ночі», незалежно від того, чи з'явилися вони в «Книзі тисячі й однієї ночі» в будь-якій версії, і ряд казок відомі в Європі як «Арабські ночі», незважаючи на те, що цієї назви не існує в жодному арабському рукописі.
У XVIII столітті її вперше Антуан Галлан. З того часу ця епопея мала вплив на Заході. Було написано багато наслідувань, особливо у Франції. Різні персонажі цього епосу самі стали культурними іконами західної культури, наприклад Аладдін, Синдбад і Алі-Баба. Частково його популярність, можливо, виникла через зростання історичних і географічних знань, тому місця, про які було мало відомо і тому дивовижні були правдоподібними, повинні були бути встановлені далі «давно» або далі «далеко»; це процес, який триває і, нарешті, досягає кульмінації у фантастичному світі, який мало пов'язаний, якщо взагалі є, з реальними часами та місцями.
Деякі елементи з перської та арабської міфології тепер поширені в сучасному фентезі, наприклад джини, багамути, чарівні килими, чарівні лампи тощо. Коли Френк Баум запропонував написати сучасну казку, яка б вигнала стереотипні елементи, він включив джина, а також гнома та фею до стереотипів.
Шах-наме, національний епос Ірану, є міфічним і героїчним переказом історії Персії. Популярною міфічною перською історією також був Амір Арсалан.

### Європа
Середньовічні європейські джерела фентезі зустрічаються в основному в епічній поезії та в Форнальдарсагасі, скандинавських та ісландських сагах, обидві з яких засновані на стародавній усній традиції. Вплив цих творів на німецьких романтиків, а також Вільяма Морріса та Дж. Р. Р. Толкіна означає, що їхній вплив на пізнішу фантастику був великим.

#### Англосаксонські спільноти

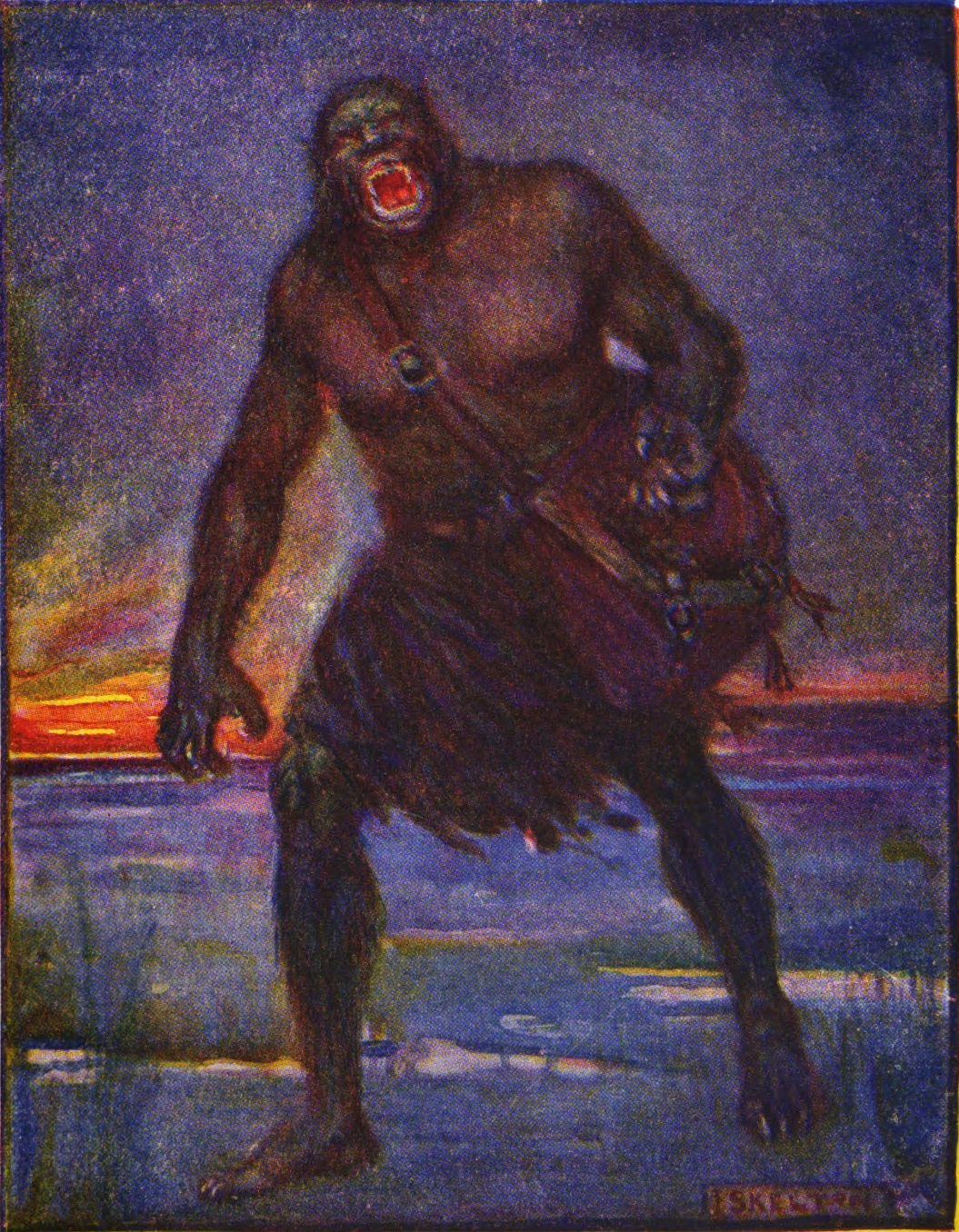
Ґрендель. Ілюстрація Джозефа Реткліффа Скелтона, 1908 р.

«Беовульф» — одна з найвідоміших скандинавських казок в англомовному світі, яка справила глибокий вплив на жанр фентезі; Хоча вона була невідома протягом століть і тому не була розроблена в середньовічних легендах і романах, кілька фантастичних творів переказали цю історію, наприклад «Грендель» Джона Ґарднера.

#### Скандинавські спільноти

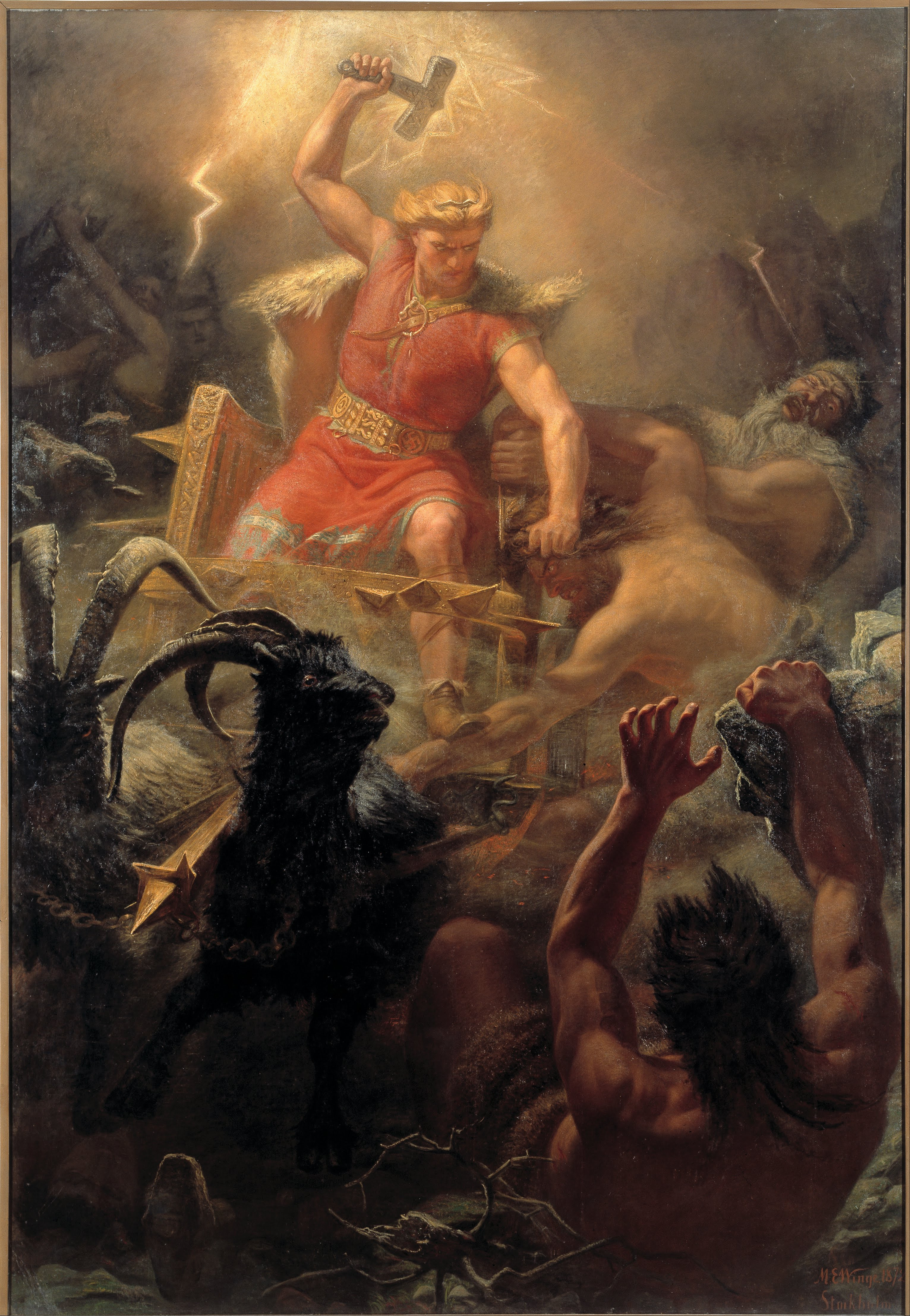
Боротьба Тора з велетнями, художник Мортен Ескіл Вінґе, 1872

Скандинавська міфологія, яку ми знаходимо в Старшій Едді та Молодшій Едді, включає такі фігури, як Одін і його товариш Асір, а також гномів, ельфів, драконів і велетнів. Ці елементи були безпосередньо імпортовані в різні фантастичні твори та глибоко вплинули на інших, як самі по собі, так і через свій вплив на скандинавські саги, романтизм і ранніх письменників фентезі.
Форнальдарсагас, буквально розповіді про минулі часи, або легендарні саги, час від часу спиралися на ці старі міфи для фантастичних елементів. Такі твори, як сага про Ґреттіра, продовжували цю традицію; герої часто вирушають у небезпечні квести, де вони борються з силами зла, драконами, чаклунами, курганами та рятують прекрасних дівчат.

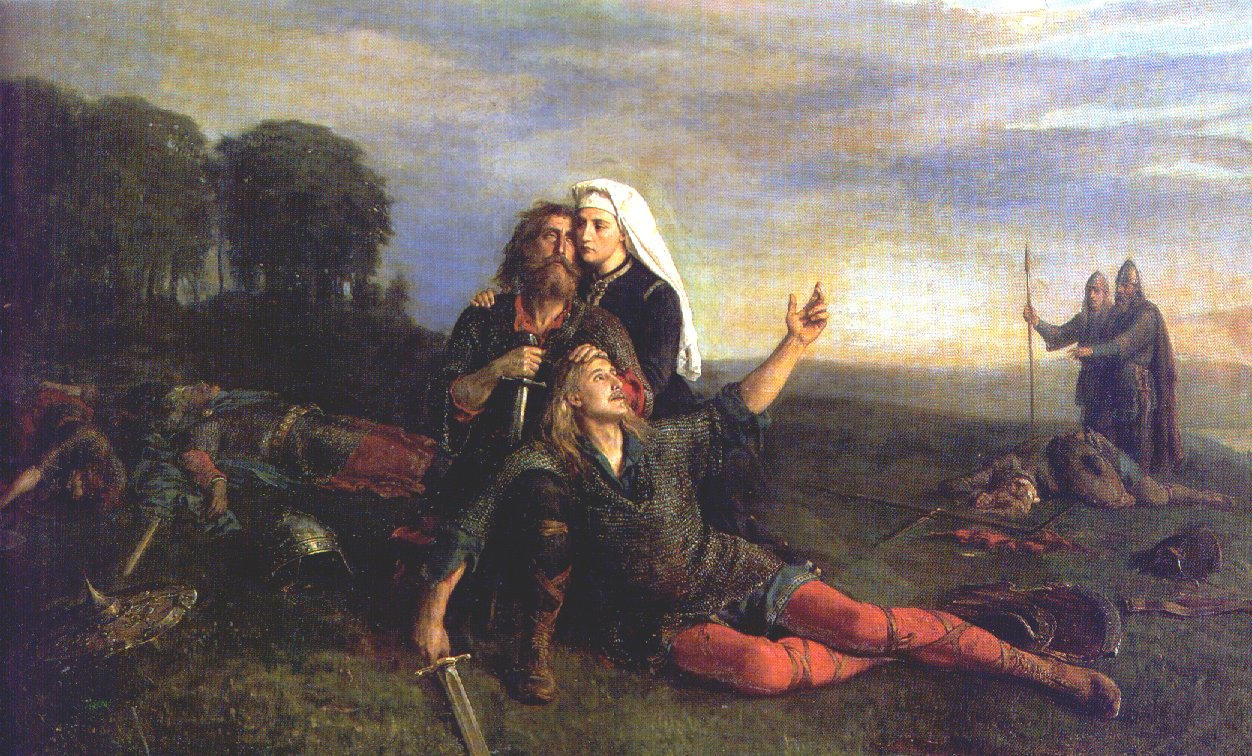
Форнальдер (минулі часи), картина Пітера Ніколая Арбо

У інших історичних сагах, як-от сага про Вельсунґів та книга про Нібелунгів, розповідається про конфлікти за трони та династії, які також відображають багато мотивів, які зазвичай зустрічаються в епічному фентезі.
Відправною точкою впливу fornaldarsagas на створення жанру фентезі є публікація в 1825 році найвідомішого шведського літературного твору Сага Фрітьофа, заснованого на Friðþjófs saga ins frœkna, і миттєво набула успіху в Англії і Німеччині. Кажуть, що її було перекладено двадцять два рази англійською, двадцять разів німецькою та один раз принаймні кожною європейською мовою, включаючи сучасну ісландську в 1866 році. Вона мала вплив на таких авторів, як Дж. Р. Р. Толкін, Вільям Морріс і Пол Андерсон, а також на весь жанр сучасного фентезі.

#### Кельтські спільноти

Королева Мейв

Кельтський фольклор і легенди стали джерелом натхнення для багатьох фантастичних творів. Окремий фольклор Ірландії, Вельсу та Шотландії іноді використовувався без розбору для «кельтської» фантазії, іноді з великим ефектом; інші автори відзначали використання одного джерела.
Валлійська традиція була особливо впливовою завдяки її зв'язку з королем Артуром і її збору в одному творі, епосі «Мабіногіон». Одним із вагомих переказів цього був фентезійний твір Еванджелін Волтон: «Острів могутніх», «Діти Лліра», «Пісня про Ріаннон» і «Принц Аннн». В стилі кельтського фентезі була написана значна кількість фантастики.
Ірландський Ольстерський цикл і феніанський цикл також були вдосталь видобуті для фантазії.
Шотландська традиція використовується менше, можливо, через фальшиву природу циклу Оссіана, шахрайства ХІХ століття, яке стверджує, що має набагато давніші джерела.
Однак найбільший його вплив був непрямим. Кельтський фольклор і міфологія стали основним джерелом для Артурового циклу лицарських романів: Справа Британії. Незважаючи на те, що сюжет був значно перероблений авторами, ці романси розвивали дива, поки не стали незалежними від оригінального фольклору та вигадки, що стало важливим етапом у розвитку фентезі.

#### Фінські спільноти
Фінський епос «Калевала» хоч і був опублікований лише в ХІХ столітті, але складено з усної традиції, що датується більш раннім періодом. Дж. Р. Р. Толкін назвав його, а також фінську мову, яку він навчився з нього, головним джерелом натхнення для «Сильмариліону».

## Відродження

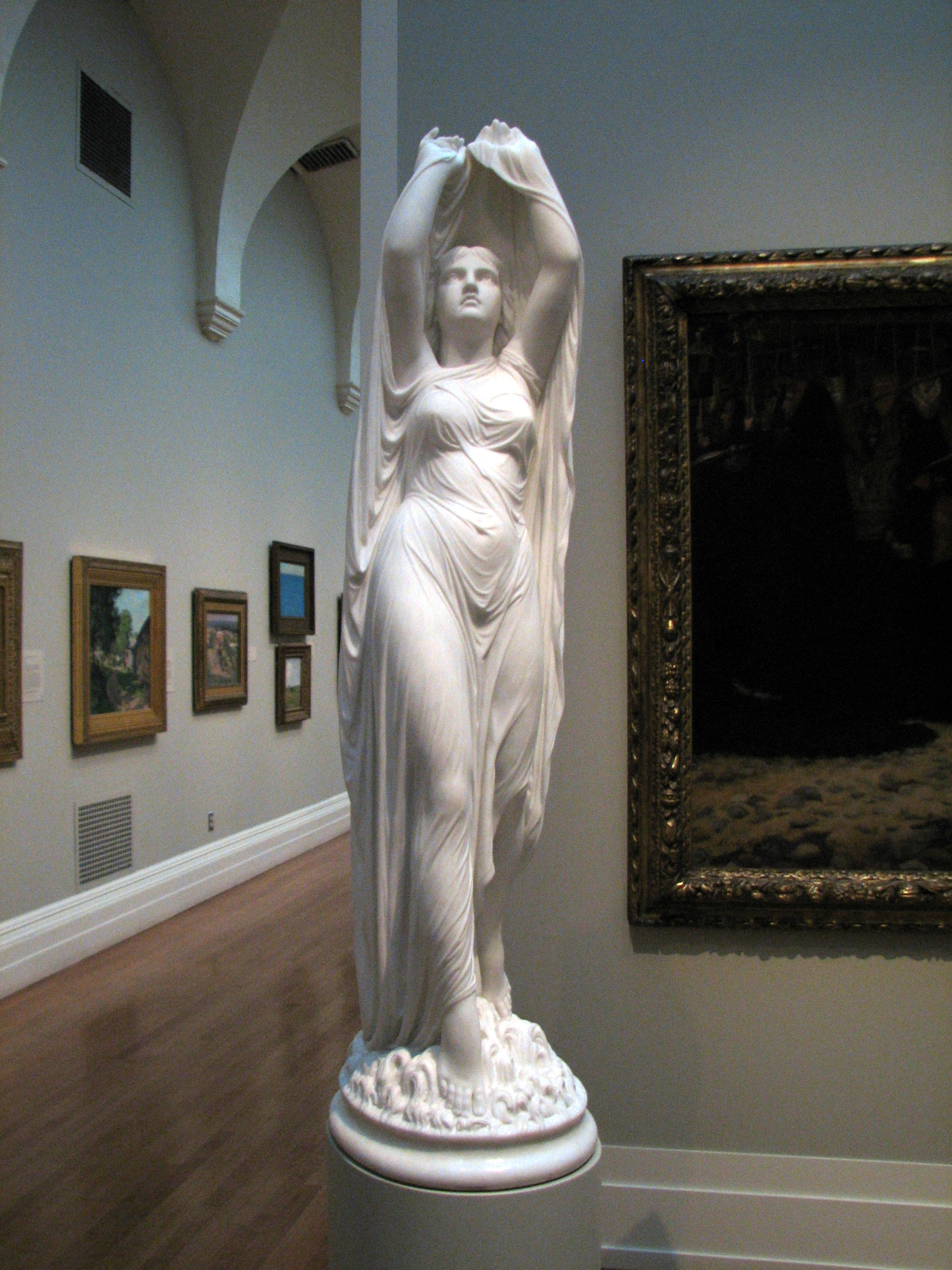
«Ундіна, що піднімається з вод» Чонсі Бредлі Айвза: стихія як сила природи.

В епоху Відродження Джованні Франческо Страпарола написав і опублікував «Дивні ночі Страпароли», збірку оповідань, багато з яких є літературними казками. Джамбаттіст Базіле написав і опублікував Пентамерон, збірку літературних казок, першу збірку оповідань, яка містить лише оповідання, які пізніше будуть відомі як казки. Обидва ці твори містять найдавнішу записану форму багатьох добре відомих (і більш незрозумілих) європейських казок. Це був початок традиції, яка одночасно вплинула на жанр фентезі та була включена в нього, оскільки донині з'являється багато творів казкового фентезі.
Хоча чаклунство та чаклунство в той час частіше вважалися актуальними, такі мотиви, як феї у «Сон літньої ночі» Вільяма Шекспіра, Дивні сестри в «Макбеті» та Просперо в «Бурі» (або Доктор Фаустус у Крістофера Марлоу) мали глибокий вплив на пізніші твори фентезі.
У роботі з алхімії в XVI столітті Парацельс ідентифікував чотири типи істот з чотирма елементами алхімії: гноми, земні елементали; ундіни, водні елементалі; сильфи, повітряні елементалі; і саламандри, елементалі вогню. Більшість цих істот зустрічаються у фольклорі, а також алхімії; їхні імена часто використовуються як синоніми з подібними істотами з фольклору.

## Просвітництво

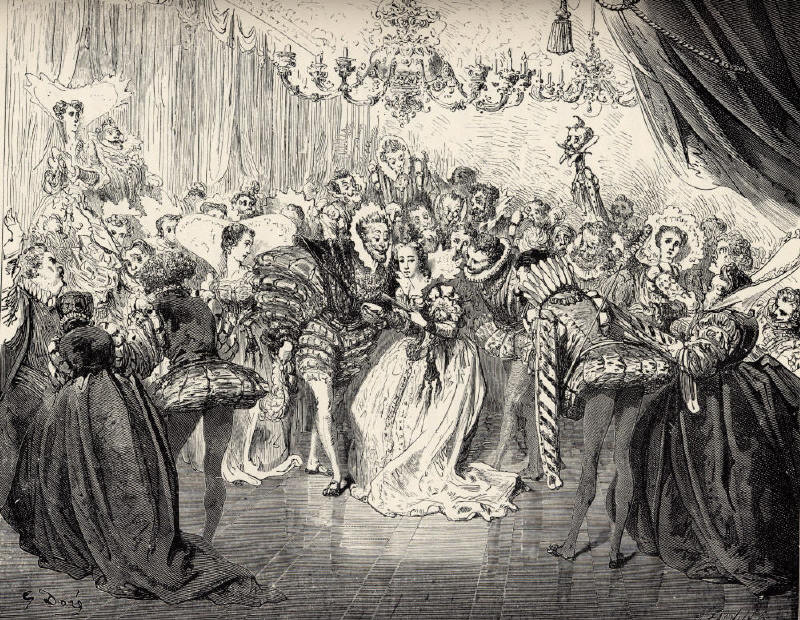
Ілюстрація Гюстава Доре 1897 року до «Попелюшки» Перро 1697 року

Літературні казки, такі як казки Шарля Перро (1628—1703) і Мадам д'Ольнуа (бл. 1650—1705), стали популярними на початку епохи Просвітництва. Багато казок Перро стали основними казками і вплинули на фентезі як таке. Дійсно, коли мадам д'Ольнуа назвала свої твори contes de fée (казки), вона винайшла термін, який зараз зазвичай використовується для цього жанру, таким чином відрізняючи такі казки від тих, які не містять чудес. Це вплине на пізніших письменників, які так само сприймали народні казки в епоху романтизму.
Кілька фентезі, орієнтованих на дорослих читачів, були опубліковані у XVIII столітті у Франції, включаючи «contes philosophique» Вольтера «Вавилонська принцеса» (1768) і «Білий бик» (1774), а також фаустівський роман Жака Казотте «Закоханий Диявол».
Ця епоха, однак, була особливо ворожою до фантазії. Письменники нових типів художньої літератури, такі як Дефо, Річардсон і Філдінг, мали реалістичний стиль, і багато ранніх реалістичних творів критично ставилися до фантастичних елементів у художній літературі. Окрім кількох казок про чаклунство та історій про привидів, у той час було написано дуже мало фентезі. Навіть дитяча література бачила мало фантазії; він мав на меті повчання і оскаржував казки як брехню.

## Романтизм

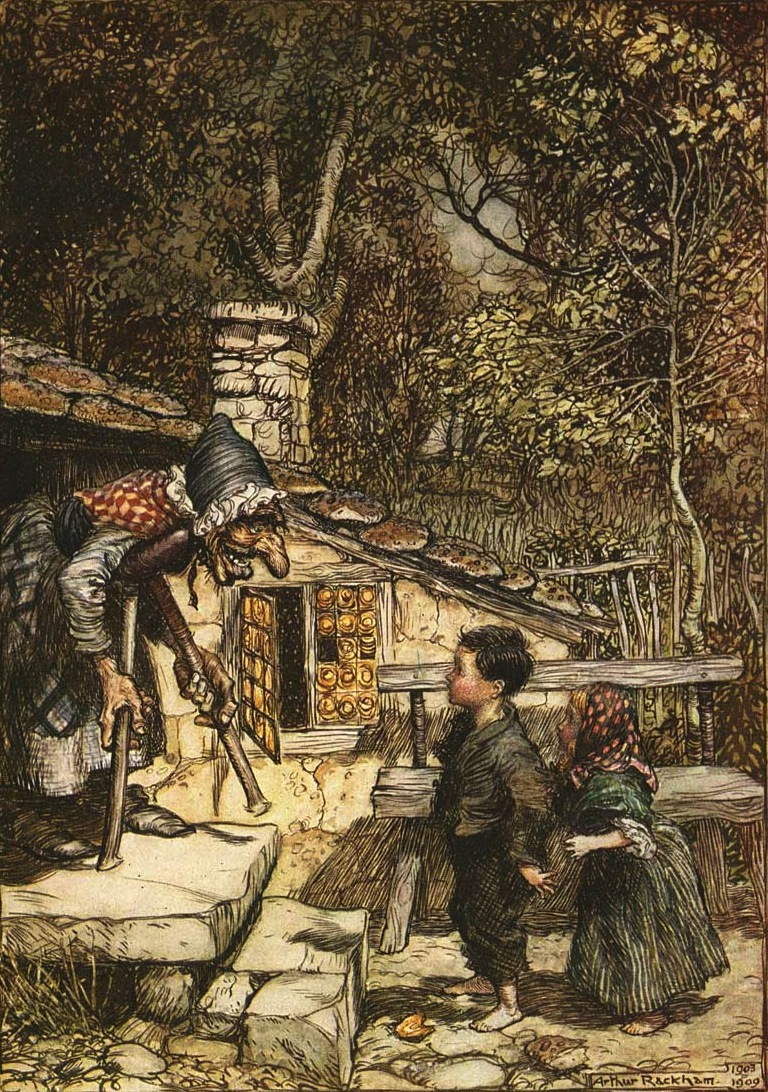
Артур Рекхем, ілюстрація до «Гензеля і Гретель».

Романтизм, рух кінця XVIII та початку ХІХ століття, був драматичною реакцією на раціоналізм, кидаючи виклик пріоритету розуму та пропагуючи важливість уяви та духовності. Його успіх у реабілітації уяви мав фундаментальне значення для еволюції фентезі, а його інтерес до середньовічних романів надав багато мотивів сучасному фентезі.
У пізнішій частині романтичної традиції, реагуючи на дух Просвітництва, фольклористи збирали народні казки, епічні поеми, балади і видавали їх у друкованому вигляді. Брати Грімм були натхненні своєю колекцією «Казки братів Грімм» рухом німецького романтизму. Багато інших колекціонерів були натхненні Гріммами та подібними почуттями. Часто їхні мотиви походили не просто з романтизму, а й з романтичного націоналізму, оскільки багатьох надихало зберегти фольклор власної країни: іноді, як у «Калевалі», вони компілювали існуючий фольклор в епос, щоб відповідати фольклору інших націй; іноді, як в Оссіані, вони вигадували фольклор, який мав бути там. Ці твори, будь то казки, балади чи народний епос, були основним джерелом для пізніших фантастичних творів.
Незважаючи на націоналістичні елементи, що заплутували колекції, цей рух не лише зберіг багато прикладів народних казок, які включали магію та інші фантастичні елементи, він став головним джерелом для пізнішого фентезі. Дійсно, літературна казка настільки плавно розвинулась у фентезі, що багато пізніших творів (таких як «Щасливий лицемір» Макса Бірбома та «Фантастики» Джорджа Макдональда, які тепер називали б фентезі, називалися казками в той час, коли вони були написані. Фундаментальний нарис Дж. Р. Р. Толкіна про фентезі мав назву «Про казкові історії».
Опосередковано вплинули на фентезі Оссіан і балади. Особливо через свій вплив на сера Вальтера Скотта, який започаткував жанр історичної белетристики. Насправді, фантастичні елементи містять дуже мало його творів; у більшості їх поява пояснюється. Проте, для показу пригод у незвичному суспільстві показувалися пригоди у чужих країнах Г. Райдера Гаґґарда та Едгара Райса Барроуза, хоча твори Барроуза потрапляють у сферу наукової фантастики через їхнє (часто тонке) обґрунтування своїх див, Гаґґард вживав багато фантастичних елементів. Твори Олександра Дюма, père, романтичної історичної фантастики, містили багато фантастичних тропів у своїх реалістичних умовах. Усі ці автори завдяки використанню сюжетів, персонажів і пейзажів, вплинули на фентезі, зокрема в жанрі меча і чар, серед таких письменників, як Роберт Говард.